# William Stanley (físico)
William Stanley, Jr. (28 de noviembre de 1858 – 14 de mayo de 1916) fue un físico estadounidense nacido en Brooklyn, Nueva York. A lo largo de su carrera, obtuvo 129 patentes cubriendo una amplia gama de dispositivos eléctricos. En 1885 construyó el primer transformador de corriente alterna práctico del mundo. Stanley desempeñó un papel importante en el desarrollo de la distribución de electricidad de corriente alterna. En 1886 diseñó el primer sistema de distribución de corriente alterna de alto voltaje del mundo. El diseño de Stanley inspiró a George Westinghouse y Nikola Tesla a desarrollar el sistema moderno de distribución de electricidad de corriente alterna a fines de la década de 1880.

## Aspectos importantes
El nombre de William Stanley, Jr. es uno que suena fuerte en la historia de la ingeniería eléctrica. En su carrera, obtuvo 129 patentes que cubren una variedad de dispositivos eléctricos.
En 1913, él también patentó un termo de metal completamente de acero, y formó la botella de la empresa Stanley.
William Stanley Jr. fue uno de los inventores más importantes de la época; su trabajo lo pone a la par con Edison, Westinghouse, Tesla, Elihu Thomson, y otras personalidades importantes de la época. Al igual que los otros grandes pioneros de la época, le gustaba juguetear y diseñar, y tenía su propio grupo de amigos y rivales en la industria.

## Desarrollos y contribuciones
Desarrolló el primer transformador práctico (que estimuló el desarrollo de la energía de CA), así como otros desarrollos; como una mejora del medidor de electricidad y el primer termo de metal (Vacuum flask).
También contribuyó al desarrollo de un motor de inducción de corriente alterna y como resultado de sus primeras experiencias laborales, también contribuyó en las áreas de lámparas e iluminación.

### 1880-1882
Trabajó en la empresa de alumbrado U. S. Electric Lighting Co.(1840-1916), siendo ayudante del ingeniero jefe Hiram S. Maxim, inventor de la ametralladora, y ya un pionero en la industria eléctrica.
Se empleó hasta 1883 en otra fábrica de bombillas eléctricas, Swan Electric Company de Boston (Mass.), y luego en un laboratorio privado de Englewood (Nueva Jersey)

### 1884-1885
Fue contratado para dirigir los talleres de Union Switch & Signal Co. en Pittsburgh (Pensilvania), creada en 1881 por George Westinghouse para comercializar su sistema de señalización ferroviaria por medio de luces eléctricas. 
Entre 1882 y 1885, Stanley ya había registrado diez patentes relacionadas con la bombilla eléctrica y sus filamentos. Sin embargo, sus principales aportaciones estuvieron en la corriente alterna.
Westinghouse había apostado por esta forma de producir y suministrar electricidad al ser más aprovechable, más adecuada a larga distancia y mejor para futuras instalaciones de alto voltaje (500-1000 voltios). Sin embargo, carecía de un aparato generador eficiente y seguro. En cambio, la corriente continua era menos peligrosa debido a su bajo voltaje (100-220 voltios) y era defendida por su principal valedor, Thomas A. Edison.
En esta “Guerra de las Corrientes”, Westinghouse adquirió los derechos del transformador de corriente alterna ideado por el francés L. Gaulard y el británico J. D. Gibbs, lo que permitió a Stanley perfeccionarlo (utilizando también tecnología de la alemana Siemens & Halske) con vistas a la creación de una planta experimental en Great Barrington.

### 1886-1902
Sus logros permitieron la configuración definitiva de las bobinas de inducción como potentes transformadores eléctricos y buena parte del éxito de Westinghouse en la “Guerra de las Corrientes”.
En 1886, Stanley demostró el primer sistema completo de transmisión de corriente alterna de alto voltaje, su sistema iluminó la avenida principal, tiendas, edificios, oficinas y amplias áreas en Great Barrington. Este experimento inspiró a George Westinghouse a sumergirse en el desarrollo del sistema de corriente alterna con recursos significativos. El experimento de Great Barrington es uno de los hitos más importantes en la historia de la alimentación de corriente alterna.
Stanley fue ingeniero jefe de Westinghouse Electric Co. desde su creación en 1886 hasta 1890 (ya conocida como Westinghouse Electric & Manufacturing Co.
En 1902, se instalaba por su cuenta en Pittsfield (Mass.) como propietario de Stanley Laboratory Co. y fabricante de transformadores bajo la razón social Stanley Electric Manufacturing Co., cuyo principal mercado estuvo en California. No obstante, Stanley fue demandado (1902) por Westinghouse en relación con una patente de 1889 relacionada con el transformador.

### 1903
General Electric Co, se hacía con la fábrica de Pittsfield y en 1906 alcanzaba un acuerdo con Stanley. La empresa le compraba 22 patentes y le proporcionaba un buen salario y la posibilidad de explotar en exclusiva un laboratorio completamente nuevo, siempre que los objetos de sus investigaciones no lesionasen los intereses de la compañía.
Stanley acabó fabricando unas botellas termo que todavía hoy llevan su apellido y disfrutando de la pesca y la caza en Berkshire (Inglaterra).

## Biografía
Fue un físico, inventor e ingeniero estadounidense, nacido en Brooklyn, Nueva York. Hijo de William Stanley y Elizabeth A. Parsons Stanley.
Vivió la mayor parte de su vida y pasó sus negocios en el oeste de Massachusetts durante la edad de oro del desarrollo eléctrico.
Después de haber realizado estudios primarios en escuelas de Great Barrington (Massachusetts) y de Bridgeport (Connecticut), en 1877 se graduó en la Academia Williston de East Hampton (Mass.).
En 1879, ingresó en la Universidad de Yale (Conn.) a la edad de 17 años, para estudiar leyes, pero no acabó en ella el primer semestre y se marchó a Nueva York. Allí, Stanley invirtió provechosamente en una empresa de electrochapado, con 2.000 dólares prestados por su padre.
En 1912, recibió la medalla Edison del Instituto Americano de Ingenieros Eléctricos.
También fue miembro de instituciones homólogas del Reino Unido y Francia. Obtuvo 129 patentes.
Falleció en Great Barrington con 57 años.

## Patentes
A continuación se muestran una relación de algunas de las 129 patentes que obtuvo William Stanley, Jr. Las más significativas se marcan en negrilla.
- Patente USPTO n.º 244,331, Interruptor para lámpara incandescente
- Patente USPTO n.º 269,132, Lámpara eléctrica
- Patente USPTO n.º 316,302, Filamento para lámparas eléctricas incandescentes
- Patente USPTO n.º 322,496, Lámpara eléctrica incandescente múltiple
- Patente USPTO n.º 323,372, Carbón para lámparas incandescentes
- Patente USPTO n.º 324,894, Casquillos para lámpara eléctrica incandescente
- Patente USPTO n.º 330,269, Portalámparas para lámpara eléctrica incandescente
- Patente USPTO n.º 333,028, Globo para lámpara eléctrica incandescente
- Patente USPTO n.º 349,611, Bobina de inducción
- Patente USPTO n.º 349,613, Interruptor automático para circuitos de iluminación eléctrica
- Patente USPTO n.º 349,614, Interruptor automático para circuitos de iluminación eléctrica
- Patente USPTO n.º 363,559, Lámpara eléctrica incandescente[3]
- Patente USPTO n.º 333,564, Sistema de iluminación eléctrica
- Patente USPTO n.º 387,117
- Patente USPTO n.º 428,575
- Patente USPTO n.º 508,188